# Alex Gopher
Alex Gopher, egentigen Alexis Latrobe, är en fransk musiker och musikproducent verksam sedan 1994, dels som soloartist och dels med Jérémie Mondon i duon Wuz. Som producent har Gopher arbetat med bland annat Angèle och Mr. Oizo.

## Diskografi som musiker
- 1999 - You, My Baby and I
- 2002 - Alex Gopher with Demon presents Wuz
- 2007 - Alex Gopher
- 2009 - My New Remixes
- 2012 - Motorway